# نلت
نلت (به انگلیسی: Nilt) یک منطقهٔ مسکونی در پاکستان است که در گلگت-بلتستان واقع شده‌است. نلت ۲٬۲۶۰ متر بالاتر از سطح دریا واقع شده‌است.